# Juan Isolino Rosa
Juan Isolino Rosa (San Francisco Gotera, departamento de Morazán, 6 de mayo de 1914 - Santa Tecla, El Salvador, 13 de abril de 2004), fue profesor y compositor folclorista salvadoreño.

## Primeros años de vida
Juan Isolino Rosa fue un connotado maestro que fundó la Escuela Normal de Suchitoto; fue director Escolar de más de una veintena de instituciones a lo largo de todo El Salvador, convirtiéndose en un respetado maestro.
Sus biògrafos cuentan que cursó su primaria en su tierra natal. El 15 de enero de 1935 se examinó en el concurso de becas de la Normal de Varones de Santa Ana, al occidente de El Salvador, bajo la dirección del distinguido educador costarricense Don Moisés Vincenzi. Se tituló como profesor de Instrucción Primaria el 5 de noviembre de 1939.

## Vida pública
Entre los cargos que desempeñó como educador, están los siguientes: Fue Profesor Auxiliar, Subdirector y Director de varias escuelas Superiores de El Salvador. Fue Subdelegado Escolar de Jocoaitique y Metapán. En 1949, fungió como Director del Grupo Escolar "Meardi" de Berlín, aquí también trabajó en secundaria en el Colegio "Centroamericano". Después pasó como Director del Grupo Escolar "Nestor Salamanca" de Cojutepeque donde también impartió cátedra en el Instituto Nacional "Walter Thilo Deininguer". Estando en este lugar, fue ascendido a Delegado Escolar del Departamento de La Unión (en el oriente de El Salvador). Más tarde es trasladado con las mismas funciones al departamento de San Vicente. El Profesor Rosa, fue Subdirector también de la Normal Rural de Izalco, así como Director de la Escuela "3 de Mayo" de la ciudad de Suchitoto, en donde fue uno de los fundadores de la Escuela Normal Rural de dicho lugar. Fue director de la Escuela Unificada Mixta "Estados Unidos de Amèrica" de Comasagua.
La población Nuevo Cuscatlán, en donde fue director de la Escuela "Pedro Pablo Castillo" y a quién  dedicó  sus últimos años como maestro, le otorgó un "Diploma de Honor al mérito", reconociéndolo y aceptándolo como "Hijo Meritísimo de la ciudad".
En los Kinder y escuelas, es muy común oír cantar a los niños canciones como "Mi avioncito de Papel", "Fiesta en el río", "Mi Caballito", "El Maicillal", "El Lechero" y muchas más. De igual manera, canciones como "Torola", "Berlín", "San Francisco Gotera", "Laguna del Espino" y "Atecozol", entre otras, son dedicadas a poblaciones y lugares salvadoreños.

## Reconocimientos
Isolino Rosa fue homenajeado por el gobierno de El Salvador en el año 1976 dedicándole la "Fiesta Coral" ya que, muchas de sus canciones infantiles, románticas y valses, han sido enseñadas en las aulas de escuelas y colegios salvadoreños, como parte de la cultura musical de este país.
Su canción "Torola", dedicada a una población pobre del oriente de El Salvador, fue por la que el entonces Presidente de su país en 1976, el Coronel Arturo Armando Molina, le otorgó "Medalla de Oro" y "Diploma de Honor" por ser un compositor de grandes magnitudes y talento. Este acto se llevó a cabo en el Gimnasio Nacional ante más de 20,000 alumnos reunidos para interpretar "Torola".